# Oksana Chusovitina
Oksana Aleksandrovna Chusovitina (usbekisch-kyrillisch und russisch Оксана Александровна Чусовитина / Oksana Alexandrowna Tschussowitina; * 19. Juni 1975 in Buchara, Usbekische SSR, Sowjetunion) ist eine usbekische Kunstturnerin, die von 2006 bis 2012 für Deutschland startete. Sie war Olympiasiegerin 1992 und mehrfache Welt- und Europameisterin. Sie hat zwischen 1992 und 2021 an acht Olympischen Spielen teilgenommen und ist damit Rekordteilnehmerin bei olympischen Turnwettbewerben.

## Leben und Karriere
Chusovitina begann ihre Karriere bereits während der Zeit der Sowjetunion, startete später für ihre Heimat Usbekistan, seit ihrer Einbürgerung im Sommer 2006 für Deutschland und seit 2013 wieder für Usbekistan. In ihrer Spezialdisziplin, dem Sprung, gewann sie bei neun Weltmeisterschaftsteilnahmen insgesamt acht Medaillen. Dies ist der Rekord für eine Einzeldisziplin im Geräteturnen.
Noch als Kind wurde sie 1988 im Mehrkampf und am Boden sowjetische Meisterin, 1990 erstmals Europameisterin mit der Mannschaft sowie Vizeeuropameisterin im Mehrkampf. Größter Erfolg vor Auflösung der UdSSR waren jedoch der Gewinn bei den Weltmeisterschaften mit der Mannschaft und am Boden 1991 sowie der Olympiasieg 1992 mit der Mannschaft des Vereinten Teams.
Chusovitina trat 1998 vom aktiven Sport zurück und bekam einen Sohn. Sie entschied sich für ein Comeback für die Olympischen Spiele 2000, schied aber als 45. der Qualifikation aus. In der Folge war sie jedoch wieder insbesondere im Sprung erfolgreich. Nachdem 2002 ihr Sohn an Leukämie erkrankte, zog sie zum Zweck einer Behandlung an der Klinik der Kölner Universität an den Rhein, wo sie wegen der besseren Trainingsbedingungen auch nach der Heilung ihres Sohnes wohnen blieb. Sie startete danach für das Turnteam Toyota Köln. Bis Mitte 2006 startete sie auf internationaler Ebene weiter für Usbekistan, erhielt aber kurz vor den Weltmeisterschaften 2006 die deutsche Staatsbürgerschaft. Bei dem Wettbewerb gewann sie mit einem dritten Platz im Sprung die erste Medaille für den Deutschen Turner-Bund. Bei den Europameisterschaften 2008 in Clermont-Ferrand siegte Chusovitina am Sprungtisch. Damit ist sie die bislang älteste Titelträgerin und zudem auch die erste deutsche Europameisterin seit Maxi Gnaucks (DDR) Goldmedaillengewinn am Stufenbarren 1985.
Bei den Olympischen Sommerspielen 2008 in Peking gewann Chusovitina ihre erste Einzelmedaille bei Olympischen Spielen. Sie konnte die Silbermedaille am Sprung mit nach Hause nehmen. Damit ist sie die älteste Medaillengewinnerin bei olympischen Turnwettbewerben. Zudem war sie die erste deutsche Turnerin auf dem Podium seit den Olympischen Spielen 1988. Damals gewann Dagmar Kersten Silber am Stufenbarren.
Nach einer Achillessehnenoperation im November 2008 konnte Chusovitina bei den Europameisterschaften 2009 nicht starten. Die Weltmeisterschaften im gleichen Jahr sollten der letzte große Wettkampf ihrer Karriere werden. Ein im September im Training erlittener Abriss der Bizepssehne im rechten Arm verhinderte jedoch die Teilnahme an den Weltmeisterschaften in London. Nachdem diese Verletzung ausgeheilt war, stieg Chusovitina wieder ins Training ein und qualifizierte sich für die Weltmeisterschaften 2010 in Rotterdam. 2012 nahm sie in London an ihren sechsten Olympischen Spielen teil und erreichte im Sprung den fünften Platz. Ab 2013 startete sie wieder für ihr Heimatland Usbekistan. Bei ihren siebten Olympischen Spielen wurde sie 2016 beim Pferdsprung Siebte. Trotz ihrer Ankündigung, nach den Spielen ihre Karriere zu beenden, nahm sie auch 2017 an den Weltmeisterschaften in Montreal teil. Sie erreichte erneut das Finale im Sprung und wurde Fünfte mit nur 0,1 Punkten Rückstand auf die Bronzemedaille. Mit 46 Jahren nahm sie als älteste Turnerin an den Olympischen Spielen 2020 in Tokio teil, verpasste aber das Finale am Sprung. Sie gab anschließend ihren endgültigen Rücktritt vom Turnsport bekannt.
Im Oktober desselben Jahres revidierte sie diesen Entscheid jedoch schon wieder und verkündete, sich auf die Asia Games 2022 vorzubereiten. Dies, da sie sagte, nicht abtreten zu können, ohne eine Medaille für Usbekistan gewonnen zu haben.
Chusovitina kündigte im Februar 2023 an, ihre 9. Olympischen Sommerspiele 2024 in Paris in Angriff nehmen zu wollen.
Chusovitina ist Diplom-Sportlehrerin und mit dem usbekischen Ringer und Olympiateilnehmer Bahodir Qurbonov verheiratet. Das Paar hat einen Sohn (* 1999).

## Erfolge
Ergebnisse bei internationalen Meisterschaften
| Europameisterschaften |      |      |       |      |      |      |      |      |      |      |      |      |       |       |       |
|                       | 1990 | 1991 | 1992  | 1993 | 1994 | 1995 | 1996 | 2001 | 2002 | 2003 | 2004 | 2005 | 2006  | 2007  | 2008  |
| Mannschaft            | 1.*  |      |       |      |      |      | –    |      | –    |      | –    | –    | –     | –     | 7.**  |
| Mehrkampf             | 2.   |      |       |      |      |      | –    |      | –    |      | –    | –    | –     | 11.   | 44.   |
| Sprung                | –    |      |       |      |      |      | –    |      | –    |      | –    | –    | –     | 2.    | 1.    |
| Stufenbarren          | –    |      |       |      |      |      | –    |      | –    |      | –    | –    | –     | 24.   | –     |
| Balken                | –    |      |       |      |      |      | –    |      | –    |      | –    | –    | –     | 9.    | 10.   |
| Boden                 | –    |      |       |      |      |      | –    |      | –    |      | –    | –    | –     | 6.    | 6.    |
| Weltmeisterschaften   |      |      |       |      |      |      |      |      |      |      |      |      |       |       |       |
|                       | 1990 | 1991 | 1992  | 1993 | 1994 | 1995 | 1996 | 2001 | 2002 | 2003 | 2004 | 2005 | 2006  | 2007  | 2008  |
| Mannschaft            |      | 1.*  | –     | –    | –    | –    | –    | –    | –    | –    |      | –    | 16.** | 10.** |       |
| Mehrkampf             |      | –    | –     | –    | –    | –    | –    | 19.  | –    | 16.  |      | 56.  | 9.    | –     |       |
| Sprung                |      | 2.   | 3.    | 3.   | –    | 6.   | –    | 2.   | 3.   | 1.   |      | 2.   | 3.    | 6.    |       |
| Stufenbarren          |      | –    | –     | 8.   | –    | –    | –    | –    | –    | –    |      | 23.  | 19.   | 89.   |       |
| Balken                |      | –    | –     | –    | –    | –    | –    | –    | 8.   | –    |      | 12.  | 28.   | 59.   |       |
| Boden                 |      | 1.   | 7.    | –    | –    | –    | –    | –    | 6.   | –    |      | –    | 25.   | –     |       |
| Olympische Spiele     |      |      |       |      |      |      |      |      |      |      |      |      |       |       |       |
|                       | 1990 | 1991 | 1992  | 1993 | 1994 | 1995 | 1996 | 2001 | 2002 | 2003 | 2004 | 2005 | 2006  | 2007  | 2008  |
| Mannschaft            |      |      | 1.*** |      |      |      | –    |      |      |      | –    |      |       |       | 12.** |
| Mehrkampf             |      |      | –     |      |      |      | 10.  |      |      |      | 97.  |      |       |       | 9.    |
| Sprung                |      |      | –     |      |      |      | –    |      |      |      | –    |      |       |       | 2.    |
| Stufenbarren          |      |      | –     |      |      |      | –    |      |      |      | –    |      |       |       | –     |
| Balken                |      |      | –     |      |      |      | –    |      |      |      | –    |      |       |       | –     |
| Boden                 |      |      | 7.    |      |      |      | –    |      |      |      | –    |      |       |       | –     |

* mit der sowjetischen Mannschaft

** mit der deutschen Mannschaft

*** mit der vereinten Mannschaft
Elemente
Im Code de Pointage aus dem Jahr 2007 befinden sich fünf Elemente, die Oksana Chusovitina als erste gezeigt hat und die daher nach ihr benannt wurden:
- Sprung: Überschlag vorwärts – Salto vorwärts gebückt mit ganzer Drehung in der 2. Flugphase
- Sprung: Überschlag vorwärts – Salto vorwärts gestreckt mit 1 ½ Drehung in der 2. Flugphase
- Stufenbarren: Handstand am oberen Holm – Riesenfelge rückwärts in den Handstand mit ganzer gesprungener Drehung in der Handstandphase
- Stufenbarren: Abschwingen zwischen beiden Holmen - Vorschwung – Doppelsalto rückwärts gehockt mit ganzer Drehung im zweiten Salto
- Boden: Doppelsalto rückwärts gestreckt mit ganzer Drehung